# تكلفة العمالة المباشرة
تكلفة العمالة المباشرة هي التكاليف المتعلقة بأجور العمالة نظير عمل أو نشاط يدوي في تعديل وفك وتركيب منتج ما أثناء إنتاجه ومروره في خط الإنتاج، ومن هنا نستثني أجور العمال الذين يعملون في أماكن أخرى غير خط الإنتاج.

## تعريفات

### التكلفة
تعريف التكلفة كما ورد في معجم الصحاح هو تجشم وتحمل نائبة أو حق تجاه غرض ما ، أو تجاه أحد ما. ويعرف في علم الاقتصاد بعدة تعريفات . فهو مجموع الأموال والأوقات والمصادر التي تحتاجها للقيام بنشاط ما أو عملية شراء، وهو تقييم مجموعة من الأمور المهمة والتي لها علاقة مباشرة بمجموعة من العوامل: كالمال والجهد المستغرق في صناعته ويشمل ذلك أجور العمال على سبيل المثال والمواد الخام المطلوبة لصنعه  والمصادر والفرص المتاحة لصنعه والوقت. كذلك يشمل ذلك قيمة  المخاطر المحتمل وقوعها، وعليه فإن هذه الأمور أو الأجور تشمل توصيل منتج أو تقديم خدمة ما.  ولتلخيص مصطلح التكلفة أو التكلفة التصنيعية، نقول إنها الأموال التي نحتاجها لصنع منتج أو الحصول على خدمة ما، وكل ما أضفنا قيمة ما إلى المنتج فإن ذلك يزيد من تكلفته.

### العمل والعامل والعمالة
ٍٍٍٍالعمل في اللغة هو المهنة ويستخدم اصطلاحاً بمعنى الحرفة والمهنة وطلب الرزق. والعامل هو صاحب الحرفة والمهنة سواء أكانت مهنة عقلية أو جسدية. والعمالة في مصطلح أهل الاقتصاد عبارة عن أحد العوامل المطلوب توافرها في صناعة منتج ما ويتضمن المجهود البشري الذي يبذله مجموعة من الأفراد لتقديم خدمة أو صناعة منتج  سواء كان هذا المجهود جسديا ً أو عقليا ً.

### المباشرة
تعريف المباشرة هي أي أن العمالة تقوم بالتعديل وتركيب وفك وعمل التغييرات في المنتج أثناء مروره في خط الإنتاج. وإذا أطلقنا لفظ غير المباشرة، فهذا يعني الأعمال الأخرى المكملة والمساعدة في إنتاج المنتج وليست موجودة في خط الإنتاج كالأعمال الإدارية والمكتبية ونـحوها.

## حساب تكلفة العمالة المباشرة
هناك مجموعة من الطرق العلمية البسيطة والمباشرة لحساب تكلفة العمالة المباشرة ولعل أبرزها: حساب تكلفة العمالة اعتمادا ً على أجر العمل نسبي ( باليوم أو الساعة أو الدقيقة أو غيرها) (نقوم بدفع الأجرة للعامل بناء على أداءه وحضوره في العمل. وقد يكون الأجر بالدقيقة أو الساعة أو اليوم أو الدورية (مدة معينة من الساعات في اليوم تستمر فترة من الزمن ومثاله دورية تتضمن 8 ساعات من الساعة 8 صباحا ً حتى الساعة 4 عصراً). ولحساب تكلفة العمالة المباشرة نستخدم المعادلة التالية :
تكلفة العمالة المباشرة = الوقت المستغرق (ساعة) X  أجر العامل بالنسبة للوقت (ريال بالساعة أو بالدقيقة )X  عدد العمال.
الوقت الدقيق الذي نستغرقه لتنفيذ العمل= كمية وحجم العمل المطلوب (بالـحبة أو الكيلو أو غيرها ) X زمن التنفيذ القياسي (بالثانية أو بالدقيقة أو الساعة).

## وصلات خارجية
1. معجم الصحاح. للإمام إسماعيل بن حماد الجوهري . دار المعرفة لبنان. طبعة 1428هـ /2007م. صفحة 921.
2. http://www.investorwords.com/1148/cost.html#ixzz1AMH3SR3R
3. http://www.businessdictionary.com/definition/cost.html نسخة محفوظة 9 يناير 2018 على موقع واي باك مشين.
4. ما لا يسع التاجر جهله. د. عبد الله المصلح، ود.صلاح الصاوي. دار المسلم للنشر والتوزيع. طبعة 1422هـ -2001م.
5. Labour power
6. Cost Analysis and Estimating for Engineering and Management, by Ostwald and McLaren, Pearson Education. 2004. Labor cost Chapter